# HD 132604
HD 132604，又名CD-37 9863，SAO 206208、HR 5585，是一颗恒星，视星等为5.89，位于銀經329.31，銀緯18.08，其B1900.0坐标为赤經14h 54m 52.6s，赤緯-37° 18.08′ 37″。